# خير أباد (فسا)
خير أباد (بالفارسية: خیرآباد) هي قرية تقع في Jangal Rural District في إيران. يقدر عدد سكانها بـ 344 نسمة.